# Snail
«Snail» es una canción de la cantante y compositora de Nueva Zelanda Benee. Se lanzó a través de Republic Records el 10 de agosto de 2020 como el segundo sencillo de su álbum de estudio debut Hey U X. Fue desarrollada en medio de la pandemia de COVID-19. Impactó en la radio de éxito contemporánea australiana el 14 de agosto de 2020.

## Recepción crítica
Lars Brandle de Billboard describió «Snail» como «un lindo y alegre número pop», mientras que James Rettig de Stereogum lo describió como «brillante, animado y optimista». Tyler Jenke de Rolling Stone estuvo de acuerdo en que era «optimista» y «vivaz». Jenke también la elogió y la describió como una de sus «mejores canciones hasta la fecha». Mike Wass de Idolator describió «Snail» como una «canción pop maravillosamente demente». Wren Graves de Consequence of Sound escribió que el gancho de la canción «es tan compacto y memorable».

## Video musical
El video musical se lanzó el 8 de octubre de 2020, luego del anuncio previo de Benee a través de las redes sociales. Fue dirigida por Anita Fontaine y presenta lo que la cantante describió como «¡una extraña historia de fantasía que involucra caracoles!».

## Presentaciones en vivo
Interpretó la canción en una casa del árbol dentro de su propia casa en Auckland como parte de la serie de videos «DSCVR at Home» de Vevo en medio del COVID-19.

## Posicionamiento en listas
| Listas (2020)                       | Mejor posición |
| ----------------------------------- | -------------- |
| Nueva Zelanda Hot Singles (RMNZ)    | 6              |
| Nueva Zelanda Artist Singles (RMNZ) | 18             |